# Catasetum albuquerquei
Catasetum albuquerquei är en orkidéart som beskrevs av M.F.F.Silva och A.T.Oliveira. Catasetum albuquerquei ingår i släktet Catasetum och familjen orkidéer. Inga underarter finns listade i Catalogue of Life.